# Litopenaeus stylirostris
Espèce
Litopenaeus stylirostris ou Crevette bleue est une espèce de crevette originaire des côtes mexicaines et élevée en Nouvelle-Calédonie et en Polynésie française.

## Description
Elle ne dépasse pas 23 cm. Elle est caractérisée par une pigmentation légèrement bleutée, un croissant orangé sur le thorax, et du rouge au bout de la queue. Son bleuté disparaît à la cuisson.

## Utilisation commerciale
Au cours des années 1990, la SOPAC développe la technique d'élevage en étroite collaboration avec son partenaire historique au Japon, afin de développer le goût Umami de la crevette bleue de Nouvelle-Calédonie. La commercialisation crue surgelée se fait sous la marque Tenshi No Ebi pour les préparations sashimi au Japon. Depuis 2009, la production est commercialisée sous la marque Obsiblue mais Savory Gourmet aux USA, ou encore en Australie avec Austral Fisheries.
Elle provient d'élevages de type semi-intensif de Nouvelle-Calédonie. Elles sont élevées dans des bassins à fonds naturels alimentés par l’eau du lagon. Les récoltes ont lieu de mi-décembre à mi-août, selon les périodes d’ensemencements, de préférence de nuit.